# Tachina quadrivittata
Tachina quadrivittata är en tvåvingeart som beskrevs av Zimin 1984. Tachina quadrivittata ingår i släktet Tachina och familjen parasitflugor. Inga underarter finns listade i Catalogue of Life.